# Stripped Live in the U.K.
Stripped Live In The UK là DVD thứ ba trong sự nghiệp âm nhạc của Christina Aguilera. DVD được thực hiện tại nhiều Trung tâm triển lãm của Anh bởi đạo diễn Julia Knowles qua tổng hợp từ nhiều show diễn ở châu Âu trong hai tour diễn vòng quanh thế giới Justified/Stripped Tour và Stripped World Tour của Aguilera.

## Danh sách bài hát
1. Stripped Intro Part 1
2. Dirrty
3. Get Mine, Get Yours
4. The Voice Within
5. Genie in a Bottle (bản phối nhạc Indie rock)
6. Can't Hold Us Down
7. Contigo En La Distancia/Falsas Esperanzas (bản phối kết hợp)
8. Infatuation
9. Come on over Baby (All I Want Is You) (bản phối nhạc Acoustic)
10. Cruz
11. Loving Me 4 Me
12. Impossible
13. At Last
14. Lady Marmalade
15. Walk Away
16. Fighter
17. Stripped Intro Part 2
18. What a Girl Wants
19. Encore: Beautiful

## Các tiết mục đặc biệt
1. Fighting Talk: Aguilera bày tỏ cảm xúc về album, tour diễn và sự nghiệp của mình.
2. Pins, Power & Paint: Aguilera trình bày về cách trang điểm, lựa chọn trang phục và giữ vóc dáng.
3. Movers And Shakers: Gặp gỡ các vũ công, các nhạc công và các ca sĩ hát bè.
4. Wheels Fit For A Queen: Hướng dẫn một tour diễn với vũ công Gilbert.
5. One Night In Milano: Aguilera gặp nhà thiết kế trang phục Donatella Versace tại Milan.
6. RSVP: Aguilera giao lưu với người hâm mộ.

## Bảng xếp hạng
| Bảng xếp hạng (2004) | Vị trí |
| -------------------- | ------ |
| Úc                   | 1      |
| Đức                  | 1      |
| Mỹ                   | 3      |